# 원시불교
원시불교(原始佛敎, 영어: pre-sectarian Buddhism, early Buddhism, the earliest Buddhism, original Buddhism, primitive Buddhism)는 고타마 붓다가 도(道)를 깨닫고 전도를 시작한 때로부터 그의 입적(入寂) 후 제자들이 그의 가르침을 정리하여 성립된 불교를 일반적으로 의미한다. 고타마 붓다의 제자들 사이에 견해의 차이가 생겨 불멸 후 100년 경에 상좌부와 대중부로 분열되고 이어서 여러 갈래의 분열이 일어나 부파불교가 시작될 때까지의 약 2~300년간을 말하는데 북방불교와 남방불교의 자료에 따라 다소 차이가 있다.
원시불교는 초기불교(初期佛敎, early Buddhism) 또는 근본불교(根本佛敎, original Buddhism)라 하기도 한다. 고타마 붓다 및 그의 직제자(直弟子) 시대의 불교를 근본불교(根本佛敎)라 하고 그 후의 것을 협의의 원시불교라 하는 설도 있다. 근본불교라는 용어는 고타마 붓다의 진면목 또는 근본사상이 무엇인가에 대해 초점을 맞추어 이를 지칭하는 용도로 주로 사용된다.
원시불교의 특색은 고타마 붓다의 가르침이 직접화법의 형식으로 되어 있는 점에 있으나 실은 제자들에 의하여 구전(口傳)된 것이 고타마 붓다의 입적 후 정리된 것으로 그 확실성의 한계점을 긋기는 어렵다.

## 용어
원시불교를 가리키는 용어로는 "부파 이전 불교(pre-sectarian Buddhism)", "가장 초기의 불교(the earliest Buddhism)", "근본 불교(original Buddhism)", "붓다의 불교(the Buddhism of the Buddha himself )" 등이 있다.  나카무라와 히라카와와 같은 일본 학자들은 원시불교 시대를 가리키는 용어로 "초기 불교(Early Buddhism)"라는 용어를 사용하고 있으며, 그 이후의 부파적 전개를 "부파 불교(sectarian Buddhism)"라고 부르고 있다.
| 연표: 불교 전통의 성립과 발전 (기원전 450년경부터 기원후 1300년경까지)                 |                         |          |                    |                          |                          |                          |                          |                          |               |               |               |
|                                                                                        |                         |          |                    |                          |                          |                          |                          |                          |               |               |               |
|                                                                                        | 450 BCE                 | 450 BCE  | 250 BCE            | 100 CE                   | 100 CE                   | 500 CE                   | 500 CE                   | 700 CE                   | 800 CE        | 800 CE        | 1200 CE       |
|                                                                                        |                         |          |                    |                          |                          |                          |                          |                          |               |               |               |
| 인도                                                                                   | 원시불교                |          |                    |                          |                          |                          |                          |                          |               |               |               |
| 인도                                                                                   | 원시불교                | 부파불교 | 부파불교           | 부파불교                 | 부파불교                 | 대승불교                 | 대승불교                 | 밀교·금강승              | 밀교·금강승   | 밀교·금강승   |               |
| 인도                                                                                   | 원시불교                | 부파불교 | 부파불교           | 부파불교                 | 부파불교                 |                          |                          |                          |               |               |               |
| 인도                                                                                   | 원시불교                |          |                    |                          |                          |                          |                          |                          |               |               |               |
| 인도                                                                                   | 원시불교                |          |                    |                          |                          |                          |                          |                          |               |               |               |
|                                                                                        |                         |          |                    |                          |                          |                          |                          |                          |               |               |               |
| 스리랑카 · 동남아시아                                                                  |                         |          | 상좌부 불교        | 상좌부 불교              |                          |                          |                          |                          |               |               |               |
| 스리랑카 · 동남아시아                                                                  |                         |          |                    |                          |                          |                          |                          |                          |               |               |               |
| 스리랑카 · 동남아시아                                                                  |                         |          |                    |                          |                          |                          |                          |                          |               |               |               |
|                                                                                        |                         |          |                    |                          |                          |                          |                          |                          |               |               |               |
| 중앙아시아                                                                             |                         |          | 그레코 불교        | 그레코 불교              | 그레코 불교              | 그레코 불교              |                          | 티베트 불교              | 티베트 불교   | 티베트 불교   | 티베트 불교   |
| 중앙아시아                                                                             |                         |          |                    |                          |                          |                          |                          | 티베트 불교              | 티베트 불교   | 티베트 불교   | 티베트 불교   |
| 중앙아시아                                                                             | 비단길을 통한 불교 전파 |          |                    |                          |                          |                          |                          | 티베트 불교              | 티베트 불교   | 티베트 불교   | 티베트 불교   |
|                                                                                        |                         |          |                    |                          |                          |                          |                          |                          |               |               |               |
| 동아시아 · 한·중·일                                                                    |                         |          |                    | 천태종 · 정토종 · 일련종 | 천태종 · 정토종 · 일련종 | 천태종 · 정토종 · 일련종 | 천태종 · 정토종 · 일련종 | 천태종 · 정토종 · 일련종 | 밀교 · 진언종 | 밀교 · 진언종 | 밀교 · 진언종 |
| 동아시아 · 한·중·일                                                                    |                         |          |                    | 천태종 · 정토종 · 일련종 | 천태종 · 정토종 · 일련종 | 천태종 · 정토종 · 일련종 | 천태종 · 정토종 · 일련종 | 천태종 · 정토종 · 일련종 |               |               |               |
|                                                                                        |                         |          |                    |                          |                          |                          |                          |                          |               |               |               |
|                                                                                        | 450 BCE                 | 450 BCE  | 250 BCE            | 100 CE                   | 100 CE                   | 500 CE                   | 500 CE                   | 700 CE                   | 800 CE        | 800 CE        | 1200 CE       |
| \| \| 범례: \| \| = 상좌부 불교 전통 \| \| = 대승불교 전통 \| \| = 밀교·금강승 전통 \| |                         |          |                    |                          |                          |                          |                          |                          |               |               |               |
|                                                                                        | 범례:                   |          | = 상좌부 불교 전통 |                          | = 대승불교 전통          |                          | = 밀교·금강승 전통       |                          |               |               |               |

## 원시불교의 사상
원시불교 또는 근본불교에서 초점이 되는 것은 고타마 붓다의 근본사상이 무엇인가 하는 것이다. 다음은 이러한 관점에서의 원시불교의 사상에 대한 서술이다. 고타마 붓다는 당시의 인도 사상계에 있어서 논의되고 있던 갖가지 형이상학적 문제에 관한 논쟁, 예컨대 "세계는 영원(永遠)한가? 세계는 영원하지 않은가? 세계는 유한(有限)한가? 세계는 무한(無限)한가? 영혼과 육체는 같은가? 영혼과 육체는 다른가? 여래(如來)는 사후(死後)에 존재하는가? 여래는 사후에 존재하지 않는가? 여래는 사후에 존재하기도 하고 존재하지 않기도 한가? 여래는 사후에 존재하는 것도 아니고 존재하지 않는 것도 아닌가?"와 같은 물음에 대해서는 논쟁하지 않았다. 그것은 이러한 문제는 아무리 따져보아도 결코 해결을 얻을 수 없는 무익한 의론(議論)으로 끝난다고 보았기 때문이었다.
고타마 붓다는 이러한 형이상학적 문제에 관심을 기울이거나 얽매이기 보다는 내심(內心)의 적정(寂靜)의 경지("열반" 또는 "평화")를 얻으려고 노력했다.  고타마 붓다가 당면하여 해결하고자 했던 것은 인생고(人生苦)의 문제였다. 고타마 붓다는 깨달음을 성취하여 내심(內心)의 적정(寂靜)의 경지("열반" 또는 "평화")에 도달한 후 제자들에게 다음과 같은 교의를 가르쳤다.
인간이 경험하는 모든 것은 끊임없이 변화하고 있으며("무상") 거기에는 고정적인 실체라는 것이 없는데("무아"), 거기에 무엇인가 상주불변(常住不變)의 실체("我 · 아")가 있다고 생각하고 이에 집착하기 때문에 번뇌(煩惱)가 생겨서 고통받는 상황에 처하게 된다("고").  그리고 그 번뇌(煩惱)는 무명(無明: 진리에 대한 무지)과 갈애(渴愛: 집착)에 입각한 것이므로("십이연기설"), 바른 수행("팔정도")에 의해 지혜를 완성하여 진리에 눈을 뜨게 되면 마침내 갈애를 끊고 일체의 속박으로부터 벗어나서("해탈") 이상의 경지("열반" 또는 "평화")에 도달할 수 있게 된다.
고타마 붓다는 이와 같은 것을 항상 제자나 신자들에게 설교하였으며 이것을 정리한 것이 사성제(四聖諦)이다.

## 같이 보기
- 사성제 · 사제설
- 팔정도
- 십이연기설
- 법
- 열반